# Hotel Holbrooke
El hotel Holbrooke es un hotel ubicado en Grass Valley, California, Estados Unidos.

## Historia
El hotel fue construido en 1862 con el estilo arquitectónico de mampostería mother lode de mediados del siglo XIX e incorporó el Golden Gate Saloon, que ha estado en funcionamiento continuo desde 1852. El edificio original, construido en 1852 por Stephen y Clara Smith, era un salón, el Golden Gate Saloon. Al año siguiente, se añadió una edificación de un solo piso, el hotel Exchange, en la parte trasera del salón. El incendio de 1855 quemó el salón, pero fue reconstruido con piedra de campo y una fachada de ladrillo. El Exchange sufrió un incendio en 1862, tras lo cual fue renovado y convertido en una estructura de dos pisos. En 1879, recibió el nombre de hotel Holbrooke en honor al propietario, D. P. Holbrooke. El hotel sigue siendo propiedad privada.
Varias personas notables se hospedaron en el hotel, incluidos James J. Corbett, Lotta Crabtree, Bob Fitzsimmons, Bret Harte, Jack London, Lola Montez, Emma Nevada, Mark Twain y cinco presidentes de Estados Unidos: Grover Cleveland, James A. Garfield, Ulysses S. Grant, Benjamin Harrison y Herbert Hoover.
El hotel se convirtió en Hito histórico de California el 18 de marzo de 1978.